# Лука Церовина
Лука Церовина (Крагујевац, 8. април 2000) српски је кошаркаш. Игра на позицијама бека или крила, а тренутно наступа за Спартак из Суботице.

## Каријера
Церовина је рођен у Крагујевцу али је одрастао у Звечану, на Косову и Метохији. У овом месту је почео да се бави кошарком да би се по завршетку основне школе преселио у Краљево и почео да тренира у тамошњем КК Полет. У екипу Меге прешао је 2016. године где је прво наступао за кадетски па потом за јуниорски тим са којим је освојио друго место на финалном турниру јуниорске Евролиге 2017. године и титулу у јуниорској АБА лиги 2018. године. За први тим је дебитовао током Суперлиге Србије 2018. године. Одиграо је укупно 146 званичних утакмица у првом тиму по чему је на другом месту у клупској историји. Као првотимац Меге наступио је у шест сезона с тим што је једну годину (2018/19) играо на двојну лиценцу за ОКК Београд. У јулу 2023. прешао је у француски СЛУК Нанси. У новембру исте године напустио је Нанси и потписао за суботички Спартак.
Церовина је био део јуниорске репрезентације Србије која је 2018. године освојила златну медаљу на Европском првенству у Литванији.

## Успеси

### Клупски
- Спартак Суботица:
  - Друга Јадранска лига (1): 2023/24.

### Репрезентативни
- Европско првенство до 18 година:  2018.